# بيدرو بينيتيز
بيدرو مانويل بينيتيز أربولدا (بالإنجليزية: Pedro Manuel Benítez Arpolda)‏ الشهير باسم بيدرو بينيتيز (12 يناير 1901 في لوكوي، الباراغواي – 31 يناير 1974 في لوكوي، الباراغواي) لاعب كرة قدم باراغواياني راحل كان يجيد اللعب في مركز حارس مرمى . مثل منتخب الباراغواي في بطولة كأس العالم لكرة القدم 1930 التي أقيمت في الأوروغواي . في سنة 1932 لعب 9 مباريات مع نادي أتلتيكو أتلانتا الأرجنتيني الذي كان يضم فقط لاعبين باراغوايانيين من دون الأرجنتينيين .

## روابط خارجية
- بيدرو بينيتيز على موقع الاتحاد الدولي (مؤرشف)  (الإنجليزية)
- بيدرو بينيتيز على موقع قاعدة بيانات كرة القدم.إي يو (الإنجليزية)
- بيدرو بينيتيز على موقع ناشيونال فوتبول تيمز (الإنجليزية)
- بيدرو بينيتيز على موقع Soccerway.com (الإنجليزية)
- بيدرو بينيتيز على موقع عالم كرة القدم.نت (الإنجليزية)